# 哈特利 (愛荷華州)
哈特利（英語：Hartley）是一個位於美國愛荷華州奧布賴恩縣的城市。

## 地理
哈特利的座標為43°10′55″N 95°28′35″W / 43.18194°N 95.47639°W，而該地的平均海拔高度為446米（即1463英尺）。

## 人口
根據2010年美國人口普查的數據，哈特利的面積為3.37平方千米，當中陸地面積為3.37平方千米，而水域面積為0.00平方千米。當地共有人口1672人，而人口密度為每平方千米496人。